# Cavaglio d’Agogna
Cavaglio d’Agogna – miejscowość i gmina we Włoszech, w regionie Piemont, w prowincji Novara.
Według danych na rok 2004 gminę zamieszkiwały 1282 osoby, 142,4 os./km².